# 第2屆走鐘獎
第二屆走鐘獎，為2020年由上班不要看所主辦的Youtuber頒獎典禮。頒獎模式與三金（金鐘獎、金曲獎、金馬獎）相同。頒獎典禮於2020年（民國109年）2月29日在臺北市中油大樓國光廳舉行。本屆頒獎典禮與第一屆不同，開放訂閱人數超過30萬人次且主要受眾為臺灣人的Youtuber報名，以及擁有完整的作品評審制度。本屆共有1050支影片報名，77支影片入圍。

## 播放平台
本屆星光大道與頒獎典禮皆採預錄後剪輯，並公布於上班不要看YouTube頻道
星光大道：第2屆走鐘獎星光大道｜史上最多Youtuber的紅毯
頒獎典禮：第2屆走鐘獎頒獎典禮｜上班不要看 2nd Walk Bell John Awards Ceremony

## 評審團名單
- 迪拉胖
- 徐漢強
- 阿達
- 這群人
- 阿滴英文
- 白癡公主
- 木曜4超玩
- 千千
- HowHow
- Stu sis
- 上班不要看

## 多項提名與得獎統計
以下19個頻道獲得多項提名：
| 提名數 | 頻道                    |
| ------ | ----------------------- |
| 6      | 壹加壹                  |
| 5      | WACKYBOYS反骨男孩       |
| 4      | HowFun                  |
| 4      | 梅伯                    |
| 4      | STR Network             |
| 4      | Taiwan Bar              |
| 3      | Fred吃上癮              |
| 3      | 眼球中央電視台          |
| 3      | 健人蓋伊                |
| 3      | 蔡阿嘎                  |
| 3      | 台客劇場 TKstory        |
| 2      | 本本                    |
| 2      | 館長成吉思汗            |
| 2      | 阿滴英文                |
| 2      | 頑Game                  |
| 2      | 安啾咪                  |
| 2      | 三原JAPAN Sanyuan_JAPAN |
| 2      | 黃氏兄弟                |
| 2      | Jasper 星培             |

以下兩個頻道獲得多項獎項：
| 奖项数 | 頻道             |
| ------ | ---------------- |
| 3      | 台客劇場 TKstory |
| 2      | HowFun           |

## 典禮概況

### 頒獎典禮
| 時間    | 節目                                                   |
| ------- | ------------------------------------------------------ |
| 0:00:00 | 司儀開場 -- 賈培德                                     |
| 0:01:00 | 開場致詞 -- 小歐 致詞 紀念陳俊傑                       |
| 0:09:48 | 開場表演 -- 七月半 How哥宇宙 哭哭睡 林森北路(人生的路) |
| 0:25:20 | 主持人開場                                             |
| 0:31:45 | 最佳顏質獎                                             |
| 0:36:48 | 最佳特效/笑獎                                          |
| 0:42:42 | 最佳動作指導獎                                         |
| 0:48:47 | 最佳笑話獎                                             |
| 0:56:30 | 最佳美術設計獎                                         |
| 1:02:23 | 最佳烙賽獎                                             |
| 1:10:34 | 最佳生命貢獻獎                                         |
| 1:17:59 | 最佳新人獎                                             |
|         | 中場表演 -- Luxy Girls                                 |
| 1:25:19 | 最佳攝影獎                                             |
| 1:33:03 | 最佳外語獎                                             |
| 1:39:13 | 最佳配樂獎                                             |
| 1:44:52 | 即興表演 -- 高嘉瑜、呱吉唱歌                           |
| 1:48:35 | 最佳剪輯獎                                             |
| 1:53:12 | 最佳導演獎                                             |
| 1:58:03 | 最佳女主角獎                                           |
| 2:04:00 | 最佳男主角獎                                           |
| 2:10:46 | 是不是有人沒得獎 -- 上班不要看成員致詞                 |
| 2:13:59 | 呱吉致詞                                               |
| 2:19:14 | 主持人銘謝                                             |

## 爭議

### 公共衛生問題
由於嚴重特殊傳染性肺炎疫情在日本、南韓及台灣的影響，YouTuber一隻阿圓與網路實境綜藝節目木曜4超玩的主持人邰智源、溫妮、泱泱，此前各自在南韓、日本工作，回到台灣後，因于2020年2月20日沒戴上口罩就參加典禮，被外界質疑沒做自我管理，而引起眾多網友批評。3月2日晚上，一隻阿圓在臉書發文道歉，為全程沒戴口罩表達歉意，同時承諾將前往台大醫院進行篩檢，於3月7日週六回國自主管理期滿前，也會全程待在家中做好自我檢控。上班不要看在一隻阿圓臉書留言表示，雖有勸退一些自三級警告區域歸國朋友，但對一二級警告區域歸國產業夥伴，的確沒有善盡監督的責任。不過上班不要看也強調：「依照現行防疫規定，阿圓本來就不需要隔離14天，是外出需佩戴口罩。所以與會人士也沒有隔離的需要」。此發言導致網友們砲轟質疑，紛紛留言批評。木曜4超玩于3月3日深夜发表道歉声明，表示将对旗下艺人实施自主隔离及频道自肃至3月14日。